# Wet Hot American Summer: First Day of Camp
Wet Hot American Summer: First day of camp es una serie de televisión escrita por David Wain y Michael Showalter, para Netflix. La serie es una satírica parodia y una precuela de la película Wet Hot American Summer. Aunque muchos de los actores de la película original han pasado a un trabajo de alto perfil, todos los actores entonces adultos regresaron para esta serie, interpretando versiones aún más jóvenes de sus papeles originales. Los episodios fueron lanzados para la visualización en línea a finales de julio de 2015.

## Reparto

### Reparto principal
- Michael Showalter como Gerald "Coop" Cooperberg.
- Janeane Garofalo como Beth.
- Paul Rudd como Andy Fleckner.
- Marguerite Moreau como Katie.
- Elizabeth Banks como Lindsay Handelman.
- Christopher Meloni como Jonas Jurgenson / Gene Jenkinson.
- H. Jon Benjamin como Mitch.
- Bradley Cooper como Ben.
- Amy Poehler como Susie.
- Jason Schwartzman como Greg.
- Molly Shannon como Gail Starfield.
- Zak Orth como J.J.
- Ken Marino como Victor Pulak.
- Nina Hellman como Nancy.
- Michael Ian Black como McKinley Dozen.
- Joe Lo Tuglio como Neil.
- Judah Friedlander como Ron Von Kleinenstein.
- Marisa Ryan como Abby Bernstein.
- A.D. Miles como Gary.
- David Hyde Pierce como Henry Neumann.
- Kevin Sussman como Steve.
- Lake Bell como Donna Berman.
- John Slattery como Claude Dumet.

### Reparto recurrente
- Chris Pine como Eric.
- John Hamm como El Halcón.
- Josh Charles como Blake McCarthy.
- Michaela Watkins como Rhonda.
- Kristen Wiig como Courtney.
- Randall Parks como Jeff.
- Michael Cera como Jim Stansel.
- David Wain como Yaron.
- John Early como Logan St. Bogan.
- George Dalton como Arty "The Beekeeper" Solomon. 
  - Samm Levine como Arty (voz).
- David Bloom como Kevin Applebert.
- Thomas Barbusca como Drew.
- Bruce Greenwood como Bill Martinson.
- "Weird Al" Yankovic como Jackie Brazen.
- Eric Nenniger como Warner.
- Rich Sommer como Graham.
- Jordan Peele como Alan.
- Jayma Mays como Jessica.
- Paul Scheer como Dave.
- Hailey Sole como Amy.
- Beth Dover como Sharicke "Shari".
- Allie Stamler como Debbie.`
- Michael Blaiklock como Danny.
- Logan Garretson como el niño del piano.